# Street Dance Battle
Street Dance Battle (med undertitlen Sonic) er et dansk opsamlingsalbum udgivet 2. maj 2005 af NOW Music. Den tidligere vinder af TV 2's "Scenen er din", Sonic, lægger navn og krop til albummet.

## Spor
1. The Chemical Brothers: "Galvanize"
2. Justin Timberlake: "Like I Love You"
3. Beastie Boys: "Ch Ch Check It Out"
4. Terror Squad: "Lean Back"
5. Black Eyed Peas: "Joints And Jams"
6. Outkast: "So Fresh, So Clean"
7. Gang Starr: "Just To Get A Rep"
8. Jamiroquai: "Supersonic"
9. Kelis: "Flash Back"
10. N.E.R.D: "Rock Star"
11. Clipse: "When The Last Time"
12. The Commodores: "Keep On Dancing"
13. Dee-lite: "Groove Is In The Heart"
14. Burhan G: "Sweat"
15. Foxy Brown: "I'll Be"
16. Benzino feat. Mario Winans: "Rock The Party"
17. Usher: "You Don't Have To Call"
18. Wyclef Jean & Missy Elliot: "Party To Damascus"